# Nicat Şıxəlizadə
Nicat Şıxəlizadə (ur. 12 października 1988) – azerski judoka, brązowy medalista mistrzostw świata 2005 i mistrzostw Europy 2017.

## Osiągnięcia
- Mistrzostwa świata
  - 2005 – 3. miejsce
- Mistrzostwa Europy
  - 2017 – 3. miejsce
- Światowe igrzyska wojskowe
  - 2015 – 3. miejsce ind.
  - 2015 – 3. miejsce drużynowo
- Mistrzostwa świata juniorów
  - 2006 – 1. miejsce
- Mistrzostwa Europy juniorów
  - 2005 – 1. miejsce
- Mistrzostwa Europy kadetów
  - 2004 – 1. miejsce
  - 2003 – 2. miejsce
- Mistrzostwa Azerbejdżanu
  - 2012 – 2. miejsce
  - 2005 – 3. miejsce
- Mistrzostwa Azerbejdżanu juniorów
  - 2006 – 1. miejsce